# Ford Model 48
Ford Model 48 – samochód osobowy produkowany pod amerykańską marką Ford w latach 1935–1936.

## Galeria

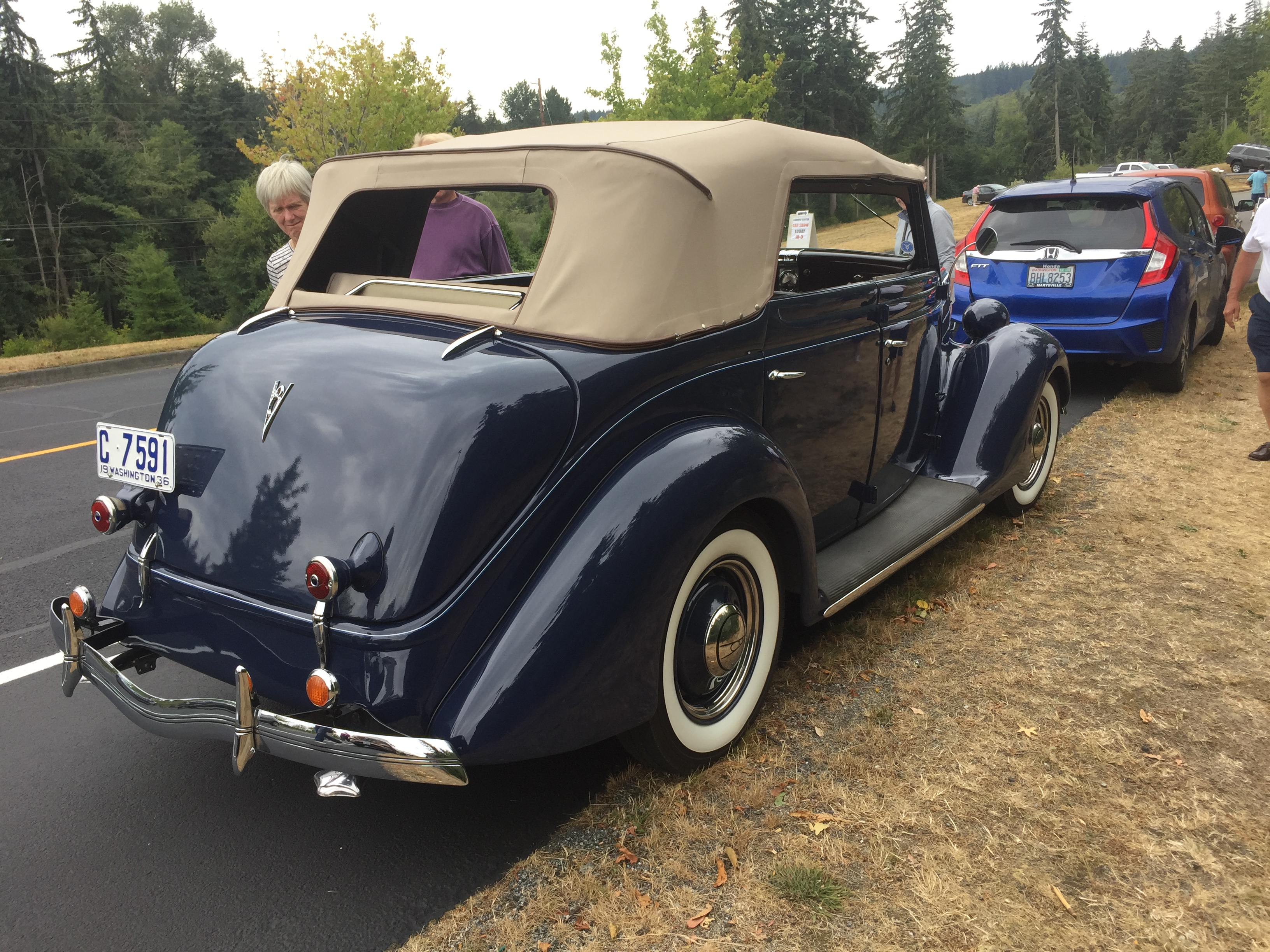
Ford Model 48
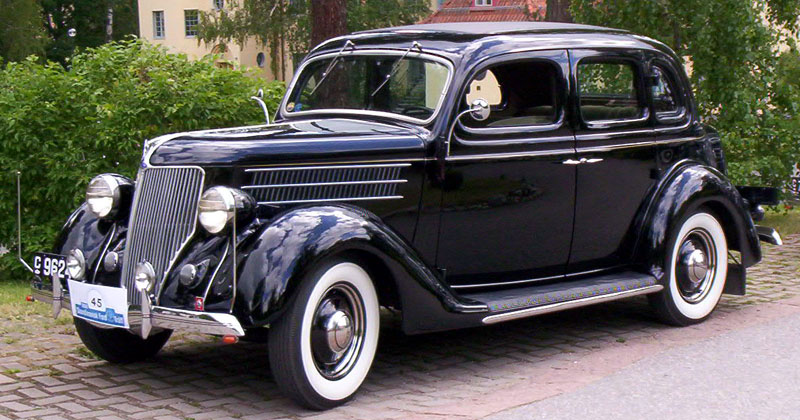
Ford Model 48